# السرب السابع والثلاثون (القوات الجوية الملكية السعودية)
السرب السابع والثلاثون هو سرب طيران قتالي تابع للقوات الجوية الملكية السعودية ويحتوي على طائرات تدريب من نوع هوك Mk65 ومقرة قاعدة الملك فيصل الجوية في تبوك.